# Falsopodabrus refossicollis
Falsopodabrus refossicollis – gatunek chrząszcza wielożernego z rodziny omomiłkowatych.
Gatunek ten został opisany w 1907 roku przez Maurice'a Pica jako Podabrus refossicollis. Do rodzaju Falsopodabrus przeniesiony został przez Waltera Wittmera w 1974 roku.
Narządy rozrodcze samców tego chrząszcza odznaczają się prawie prostymi i równoległymi wyrostkami brzusznymi, wąsko oddzielonymi od zaokrąglenie wciętych i opatrzonych dużym płatkiem po stronach wewnętrznych płytek grzbietowych. Nasadowa część niezbyt długich laterophysis jest kuliście powiększona. Woreczek wewnętrzny w genitaliach samców jest u nasady zakrzywiony dobrzusznie a przy końcu zagięty; jego długość znacznie przekracza długość tegumenu. Stopniowo zwężające się ku wierzchołkowi ósme sternum odwłoka samicy ma krawędź końcową ze znacznie szerszym niż dłuższym i u szczytu wklęsłym wyrostkiem środkowym oraz parą wyrostków bocznych.
Owad znany z Tybetu, Nepalu i północnoindyjskich: Sikkimu i Bengalu Zachodniego.